# EULEX
Az Európai Unió Jogállamiság Missziója Koszovóban vagy EULEX Koszovó az Európai Unió tervezett rendőri és polgári missziója Koszovóba. A misszió elvileg az ENSZ BT 1244. számú határozata értelmében létrehozandó nemzetközi közigazgatási misszió folytatása lenne, habár Oroszország (az ENSZ BT állandó tagja) és Szerbia is a nemzetközi jogba ütközőnek tartja a missziót és mindaddig akadályozzák a misszió bevetését, amíg Szerbia feltételeit nem teljesítették. A koszovói vezetők szintén elutasítják az ENSZ határozatát és az EULEX bevetését, mivel az EU és Belgrád közötti konzultációban nem vehettek részt és álláspontjuk szerint a misszió így megsérti Koszovó (egyoldalúan kikiáltott) függetlenségét.

## A misszió legfontosabb adatai
A misszió létszáma 3000 fő, ennek keretében az EU tagállamai által biztosított 1900 rendőr és polgári igazságszolgáltatási tisztviselő érkezne Koszovóba, míg további 1100 főt Koszovó bocsát a misszió rendelkezésére. A misszió költségvetése az első 16 hónapra 205 millió euró, vezetője pedig a francia Yves de Kermabon nyugalmazott altábornagy, aki korábban a KFOR misszió parancsnoka volt. Kernabon közvetlenül az EU koszovói főmegbízottjának, Pieter Feith-nek tartozik beszámolási kötelezettséggel.

## A misszió létrehozása
Az 1900 fős missziót az Európai Tanács 2007. december 14-i ülésén hagyták jóvá az EU állam- és kormányfői. A misszió létszámát később 2000 főre emelték, mivel a Szerbia beleegyezése nélkül létrehozott és Koszovó függetlenségének kikiáltása után bevetendő missziónak feltehetően az eredetinél jóval instabilabb politikai helyzetben kellett tevékenykedni.
A végső döntést a misszió bevetéséről eredetileg 2008. január 28-án kellett volna meghozni, de a döntés elnapolták, mivel az EU politikusai attól tartottak, hogy hátrányosan befolyásolják a 2008-as szerbiai elnökválasztások második fordulójának eredményét, amelyre február 3-án került volna sor. Szerbia hevesen ellenezte a missziót és az elnökválasztás első fordulóját megnyerő Tomislav Nikolic azzal fenyegetőzött, hogy nem írja alá a tervezett stabilizációs és társulási megállapodást.
Az EU hivatalos álláspontja szerint a misszióról szóló döntést a megfelelő jogalap hiánya miatt halasztották el és ennek megfelelően a Tanács csak 2008. február 4-én fogadta el az együttes fellépést. A misszió telepítését eredetileg 2008. február 18-án kellett volna megkezdeni, de erre Oroszország és Szerbia ellenkezése miatt még nem került sor.
Spanyolország nem fog részt venni az EULEX misszióban, amíg megfelelő választ nem kap arra a kérdésre, hogyan fog a misszió együttműködni és bizonyos területeken felváltani a Koszovóban működő ENSZ közigazgatási szervezetet. Az EU miniszterek szlovéniai találkozóján Miguel Ángel Moratinos spanyol külügyminiszter bejelentette, hogy országa addig nem veszt részt a misszióban, amíg az hivatalosan át nem veszi Koszovó adminisztrációját az ENSZ-től.
Az EU-tagállamokon felül Horvátország, Törökország, Svájc, Norvégia és az Amerikai Egyesült Államok határozott úgy, hogy részt vesz a misszióban.

## A misszió összetétele
A misszió tagjai három területen fognak tevékenykedni:
- EULEX Police: rendőri erők (köztük 4, tüntetések vagy felkelések esetén bevethető egység). Feladatuk a koszovói rendőrség kiképzése, illetve különleges esetekben beavatkozás a rendőri munkavégzésbe, ha a helyi rendőrség nem lép fel a kisebbségek elleni erőszak ellen, vagy pedig a politikai nyomás nem teszi lehetővé a pártatlan munkavégzést. A rendőri egység vezetője a német nemzetiségű Rainer Kuehn.
- EULEX Justice: a koszovói igazságszolgáltatást segítő bírák és ügyészek. Feladatuk a többnemzetiségű, pártatlan és politikai befolyástól mentes igazságszolgáltatási rendszer kialakításának támogatása. Összesen kb. 300 fő fog ezen a területen dolgozni, ezek közül kb. 40 fő bíró, 20 fő ügyész és kb. 70 fő a büntetés-végrehajtásban vesz részt. Az egység vezetője az olasz nemzetiségű Alberto Perduca.
- EULEX Customs: a vám és pénzügyőri egység feladata a koszovói vámszervek támogatása, illetve felkészítésük az EU-val való együttműködésre. A vámtisztek feladata a koszovói vámszervezet munkájának felügyelete és tanácsadás, összesen 27 EU állampolgár és 19 koszovói állampolgár fog ezen a területen dolgozni. Vezetője Paul Acda[13]

A misszió létszámából következően hamarosan Koszovóban fog dolgozni Brüsszel után a legnagyobb számú európai közalkalmazott.

## Politikai helyzet és problémák

Az EU térképe, amely feltünteti az egyes tagállamok álláspontját Koszovó függetlenségével kapcsolatban
Key:
Elismeri a független Koszovót
Nem ismeri el a független Koszovót

A nemzetközi szervezetek közül az EU tudomásul vette Koszovó függetlenségének kikiáltását, de az egyes tagállamokra hagyta, hogy a függetlenséget hivatalosan elismerjék. A misszióról szóló döntés elfogadása után a Tanács elnöksége is kijelentette, hogy a döntés nem jelenti azt, hogy az EU hivatalosan elismerte Koszovó függetlenségét.
Az EU hivatalosan az ENSZ Biztonsági Tanácsának 1244. számú határozata (1999) alapján határozta el a misszió összeállítását és bevetését. Ennek ellenére az együttes fellépés csak egyetlen utalást tartalmaz a misszió jogalapjára – ennek értelmében az ENSZ főtitkára engedélyezheti nemzetközi polgári közigazgatási misszió jelenlétét Koszovóban. A határozat azonban Koszovót átmeneti ENSZ igazgatás alá helyezte (United Nations Mission In Kosovo - UNMIK) és egyben megbízta a NATO vezetésű békefenntartó erőket (KFOR) a tartomány belső biztonságának fenntartásával. Ennek ellenére az EU-diplomaták abban bíztak, hogy Ban Ki-Moon ENSZ főtitkár a tartomány közigazgatásának felügyeletét az UNMIK-től az EULEX-nek fogja átadni. Ezt azonban Ban Ki-Moon nem erősítette meg, mivel véleménye szerint bármilyen változást előbb az ENSZ Biztonsági Tanácsának kellene jóváhagyni. Az EULEX missziót létrehozó közös fellépés 5. cikke értelmében a missziót csak akkor lehetett volna bevetni, amikor az UNMIK átadja jogosultságait az EULEX képviselőinek, ami eddig nem történt meg. A missziót előkészítő „European Union Planning Team for Kosovo” közleménye szerint is a misszió feladata az lett volna, hogy előkészítse a tartomány közigazgatását az UNMIK-től a koszovói hatóságok és részben egy jövőbeni nemzetközi misszió részére – az EULEX csak része lett volna az utóbbinak.
A Koszovóba készülő EU missziót Martti Ahtisaari finn diplomata és az ENSZ koszovói különmegbízottja által kidolgozott, a tartomány státuszát rendező folyamatra vonatkozó javaslata alapján tervezték a helyszínre küldeni, de a javaslatot Oroszország ellenállása miatt az ENSZ BT nem fogadta el. Oroszország különösen tiltakozott az EU misszió kiküldése ellen és figyelmeztette az EU-t, hogy nem próbálja meg a helyszínre kiküldeni a missziót Szerbia és Oroszország beleegyezése nélkül.
Szerbia szintén elfogadhatatlannak tartja az EU missziót, mivel azt a Koszovó függetlenségének „de facto” elismerésének tartja. Ezért az EU és Szerbia között tárgyalások kezdődtek a misszióval kapcsolatban és 2008 novemberében az EU látszólag elfogadta Szerbia követelését, hogy az Ahtisaari-terv végrehajtását nem az EULEX-en keresztül fogják megvalósítani és hogy az EU továbbra is semleges marad Koszovó státuszával kapcsolatban. Azonban a sajtójelentések szerint 2008. november 10-én még nem született hivatalos megegyezés és az erről szóló hírek, Pieter Feith koszovói EU főképviselő szerint nem tükrözik az EU hivatalos álláspontját.
2008. november 26-án az ENSZ Biztonsági Tanácsának összes tagja jóváhagyta az EULEX bevetéséről szóló tervet, amelyet a koszovói és a szerb küldöttség is elfogadott, korábbi fenntartásaik ellenére.

## Lásd még
- Koszovó függetlenségét elismerő országok listája
- Koszovó történelme
- MH Őr- és Biztosító Zászlóalj

## Külső hivatkozások
- A misszió hivatalos weboldala (angolul)
- A Tanács 2008/124/KKBP együttes fellépése (2008. február 4.) az Európai Unió koszovói jogállamiság-missziójáról, EULEX KOSOVO
- Viewpoint: The EU's toughest operation – a BBC News tudósítása a misszióról (angolul)